# Ihor Humenny

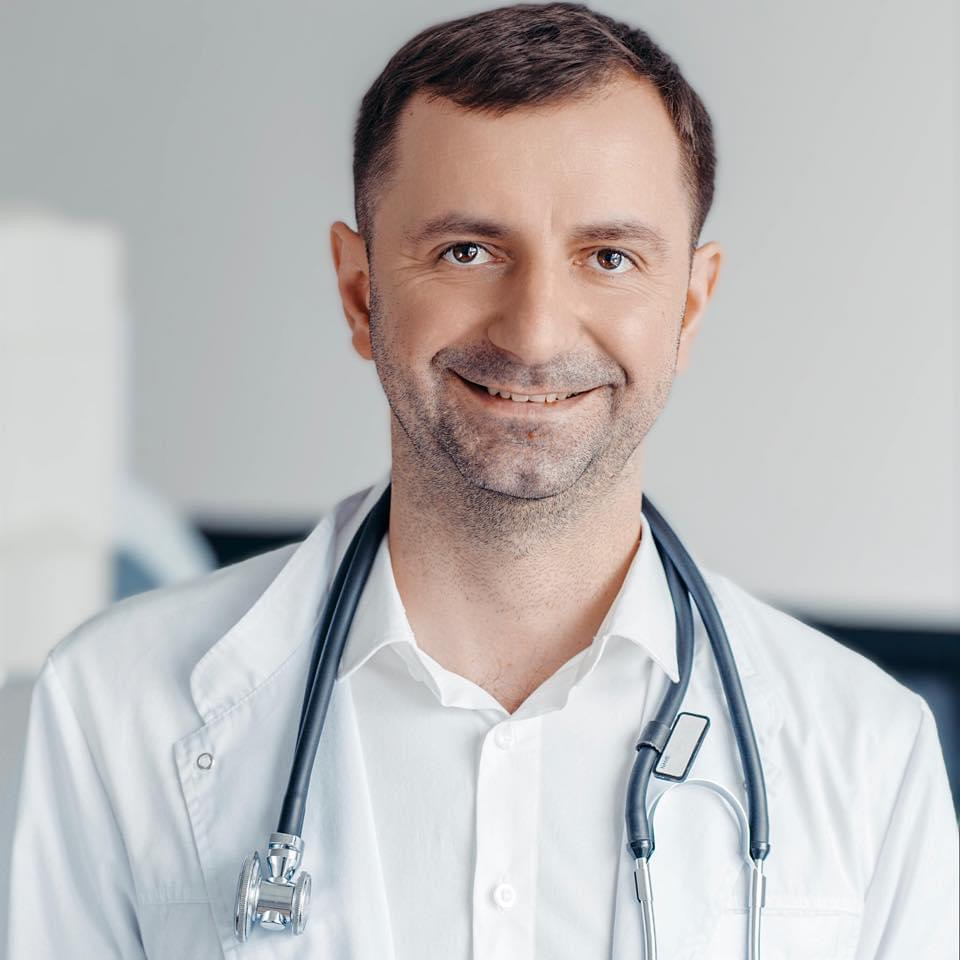

Ihor Humenny (Igor Gumennyi), ukr. Ігор Гуменний (ur. 1982 r. w Tarnopolu) – ukraiński kardiochirurg i transplantolog, pionier transplantologii płuc w Ukrainie. 

## Życiorys
Urodził się w 1982 r. w Tarnopolu, syn okulistki i anestezjologa, od dziecka chciał być lekarzem. Wychowywał się w Wołoczyskach, gdzie skierowanie do pracy otrzymali jego rodzice. Tam też Humenny ukończył szkołę średnią, a studiował w Tarnopolu. Po ukończeniu studiów medycznych postanowił specjalizować się w kardiochirurgii i transplantologii, w związku z tym odbył obowiązkową kilkuletnią praktykę w dziedzinie torakochirurgii. Początkowo pracował w szpitalu w Tarnopolu. W 2017 r. zorganizował oddział kardiochirurgii.
.
W Ukrainie przeszczepianie narządów od zmarłych dawców było wówczas z powodu niejasnych przepisów ryzykowne i lekarze bali się jej przeprowadzać, by uniknąć zarzutów karnych. Humenny odbył staż w Śląskim Centrum Chorób Serca w Zabrzu, a po liberalizacji przepisów podjął pracę w kraju, rozwijając transplantologię w szpitalu ratunkowym we Lwowie. W 2015 r. wyjechał do Afganistanu i w Kabulu pomógł zorganizować oddział kardiochirurgii.
W 2019 r. odbył ponowny staż w Polsce, ucząc się przeszczepów płuc, które w Ukrainie nie były wcześniej przeprowadzane. 21 września 2021 r. Humenny przeprowadził pierwszy przeszczep płuc w Ukrainie, w dalszej kolejności planował pierwszy przeszczep łączny serca i płuc. Po agresji rosyjskiej na Ukrainę wywiózł pochodzącą z Polski żonę otolaryngolożkę na granicę z Polską, a sam wrócił do pracy we Lwowie. Ihor Humenny przeprowadził drugi przeszczep płuc we Lwowie w styczniu 2023 r.